# Tatranská Javorina
Tatranská Javorina este o comună slovacă, aflată în districtul Poprad din regiunea Prešov, pe malul râului Jaworowy Potok⁠(d). Localitatea se află la altitudinea de 1018 m deasupra n.m., se întinde pe o suprafață de 94,04 km2 și în 2017 număra 213 locuitori. Comunele vecine sunt Vysoké Tatry și Ždiar.

## Istoric
Localitatea Tatranská Javorina este atestată documentar din 1320.

## Demografie
| An:                | 1994 | 2004   | 2014   | 2024    |
| ------------------ | ---- | ------ | ------ | ------- |
| Număr de persoane: | 213  | 232    | 219    | 169     |
| Diferență:         |      | +8,92% | −5,60% | −22,83% |

| An:                | 2023 | 2024   |
| ------------------ | ---- | ------ |
| Număr de persoane: | 173  | 169    |
| Diferență:         |      | −2,31% |